# Palaemonetes argentinus
Palaemonetes argentinus is een garnalensoort uit de familie van de Palaemonidae. De wetenschappelijke naam van de soort is voor het eerst geldig gepubliceerd in 1901 door Nobili.